# 菊池馨実
菊池 馨実（きくち よしみ、男性、1962年10月5日- ）は、日本の法学者。専門は社会保障法。早稲田大学法学部教授、学校法人早稲田大学理事。

## 略歴
札幌市生まれ。1985年北海道大学法学部卒、富士銀行（現みずほ銀行）勤務、1993年北大大学院社会保障法博士課程修了、「アメリカ年金保険制度の展開と基本構造」で法学博士の学位を取得。1994年北海道大学法学部助手、1997年大阪大学大学院法学研究科助教授、2001年早稲田大学法学部助教授。2002年教授、早稲田大学比較法研究所所長、早稲田大学大学院法学研究科長を経て、2021年学校法人早稲田大学理事（法務、リスク・コンプライアンス担当）。
社会保障法が専門。2019年7月より全国健康保険協会船員保険協議会委員長。弟子に、常森裕介（東京経済大学准教授）、林健太郎（北星学園大学専任講師）、浅野公貴（四天王寺大学助教）らがいる。

## 著書
- 『年金保険の基本構造 アメリカ社会保障制度の展開と自由の理念』北海道大学図書刊行会 1998
- 『社会保障の法理念』有斐閣 2000
- 『社会保障法制の将来構想』有斐閣 2010
- 『社会保障法』有斐閣 2014
- 『社会保障再考〈地域で支える〉』岩波新書 2019

### 共編著
- 『目で見る社会保障法教材』岩村正彦共編著 有斐閣 1999
  - 『目で見る社会保障法教材 第4版』岩村正彦,嵩さやか共編著 有斐閣 2007
  - 『目で見る社会保障法教材 第5版』岩村正彦,嵩さやか, 笠木映里共編著 有斐閣 2013
- 『社会保障法』加藤智章,倉田聡, 前田雅子共著 有斐閣アルマ 2001
- 『介護リスクマネジメント サービスの質の向上と信頼関係の構築のために』増田雅暢共編著 旬報社 2003
- 『雇用・福祉・家族と法』山口浩一郎,大村敦志共著 放送大学教育振興会 2003
- 『社会保障法』西村健一郎,岩村正彦共編 有斐閣 2005
- 『自立支援と社会保障 主体性を尊重する福祉、医療、所得保障を求めて』編著 日本加除出版 2008
- 『希望の社会保障改革 お年寄りに安心を・若者に仕事を・子どもに未来を』駒村康平共編 旬報社 2009
- 『社会保障・社会福祉判例大系』全4巻 新版 加藤智章,片桐由喜,尾形健共編 旬報社 2009
- 『社会法の再構築』小宮文人,島田陽一,加藤智章共編 旬報社 2011
- 『社会保険の法原理』編 法律文化社 2012
- 『ふくしま・震災後の生活保障 大学生たちの目で見た現状』編 早稲田大学菊池ゼミ,福島大学長谷川ゼミ著 早稲田大学ブックレット 「震災後」に考える 2013
- 『ブリッジブック社会保障法』編 稲森公嘉,高畠淳子,中益陽子執筆 信山社出版 2014
- 『障害法』中川純,川島聡共編著 成文堂 2015
- 『社会保障・福祉六法』岩村正彦共編集代表 信山社 2016

## 論文
- <菊地馨実